# Szadziewszczyzna
Szadziewszczyzna – dawny folwark. Tereny na których leżał znajdują się obecnie na Białorusi, w obwodzie witebskim, w rejonie miorskim, w sielsowiecie Jazno.

## Historia
W czasach zaborów ówczesna osada szlachecka w gminie Jazno, w powiecie dzisieńskim, w guberni wileńskiej Imperium Rosyjskiego.
W latach 1921–1945 folwark leżał w Polsce, w województwie wileńskim, w powiecie dziśnieńskim, w gminie Orzechowo, od 1923 roku w gminie Jazno.
Według Powszechnego Spisu Ludności z 1921 roku zamieszkiwało tu 26 osób, wszystkie były wyznania rzymskokatolickiego i zadeklarowały polską przynależność narodową. Były tu 4 budynki mieszkalne. W 1931 w 3 domach zamieszkiwało 18 osób.
Wierni należeli do parafii rzymskokatolickiej w Jaźnie i prawosławnej w Błosznikach. Miejscowość podlegała pod Sąd Grodzki w Dziśnie i Okręgowy w Wilnie; właściwy urząd pocztowy mieścił się w Jaźnie.